# Tour de France 1933
27. Tour de France rozpoczął się 27 czerwca, a zakończył 23 lipca 1933 roku w Paryżu. Zwyciężył Francuz Georges Speicher. 
Podczas tego wyścigu została wprowadzona po raz pierwszy klasyfikacja górska, a jej pierwszym zwycięzcą został Hiszpan Vicente Trueba. W klasyfikacji drużynowej najlepsi byli Francuzi.

## Etapy
| Etap | Data       | Trasa                           | Dystans | Zwycięzca          | Lider wyścigu      |
| ---- | ---------- | ------------------------------- | ------- | ------------------ | ------------------ |
| 1    | 27 czerwca | Paryż – Lille                   | 262 km  | Maurice Archambaud | Maurice Archambaud |
| 2    | 28 czerwca | Lille – Charleville             | 192 km  | Learco Guerra      | Maurice Archambaud |
| 3    | 29 czerwca | Charleville – Metz              | 166 km  | Alphonse Schepers  | Maurice Archambaud |
| 4    | 30 czerwca | Metz – Belfort                  | 220 km  | Jean Aerts         | Maurice Archambaud |
| 5    | 1 lipca    | Belfort – Évian-les-Bains       | 293 km  | Léon Louyet        | Maurice Archambaud |
| 6    | 3 lipca    | Évian-les-Bains – Aix-les-Bains | 207 km  | Learco Guerra      | Maurice Archambaud |
| 7    | 4 lipca    | Aix-les-Bains – Grenoble        | 229 km  | Learco Guerra      | Maurice Archambaud |
| 8    | 5 lipca    | Grenoble – Gap                  | 102 km  | Georges Speicher   | Maurice Archambaud |
| 9    | 6 lipca    | Gap – Digne-les-Bains           | 227 km  | Georges Speicher   | Georges Lemaire    |
| 10   | 7 lipca    | Digne-les-Bains – Nicea         | 156 km  | Fernand Cornez     | Georges Lemaire    |
| 11   | 9 lipca    | Nicea – Cannes                  | 128 km  | Maurice Archambaud | Maurice Archambaud |
| 12   | 10 lipca   | Cannes – Marsylia               | 208 km  | Georges Speicher   | Georges Speicher   |
| 13   | 11 lipca   | Marsylia – Montpellier          | 168 km  | André Leducq       | Georges Speicher   |
| 14   | 12 lipca   | Montpellier – Perpignan         | 166 km  | André Leducq       | Georges Speicher   |
| 15   | 14 lipca   | Perpignan – Ax-les-Thermes      | 158 km  | Jean Aerts         | Georges Speicher   |
| 16   | 15 lipca   | Ax-les-Thermes – Luchon         | 165 km  | Léon Louyet        | Georges Speicher   |
| 17   | 16 lipca   | Luchon – Tarbes                 | 91 km   | Jean Aerts         | Georges Speicher   |
| 18   | 17 lipca   | Tarbes – Pau                    | 185 km  | Learco Guerra      | Georges Speicher   |
| 19   | 19 lipca   | Pau – Bordeaux                  | 233 km  | Jean Aerts         | Georges Speicher   |
| 20   | 20 lipca   | Bordeaux – La Rochelle          | 183 km  | Jean Aerts         | Georges Speicher   |
| 21   | 21 lipca   | La Rochelle – Rennes            | 266 km  | Jean Aerts         | Georges Speicher   |
| 22   | 22 lipca   | Rennes – Caen                   | 169 km  | René Le Grevès     | Georges Speicher   |
| 23   | 23 lipca   | Caen – Paryż                    | 222 km  | Learco Guerra      | Georges Speicher   |

## Klasyfikacje

### Generalna
| Poz. | Zawodnik           | Kraj       | Czas         |
| ---- | ------------------ | ---------- | ------------ |
| 1.   | Georges Speicher   | Francja    | 147h 51' 37" |
| 2.   | Learco Guerra      | Włochy     | +4' 01"      |
| 3.   | Giuseppe Martano   | Włochy     | +5' 08"      |
| 4.   | Georges Lemaire    | Belgia     | +15' 45"     |
| 5.   | Maurice Archambaud | Francja    | +21' 22"     |
| 6.   | Vicente Trueba     | Hiszpania  | +27' 27"     |
| 7.   | Léon Level         | Francja    | +35' 19"     |
| 8.   | Antonin Magne      | Francja    | +36' 37"     |
| 9.   | Jean Aerts         | Belgia     | +42' 53"     |
| 10.  | Kurt Stöpel        | III Rzesza | +45' 28"     |

### Górska
| Poz. | Zawodnik         | Kraj      | Pkt |
| ---- | ---------------- | --------- | --- |
| 1.   | Vicente Trueba   | Hiszpania | 134 |
| 2.   | Antonin Magne    | Francja   | 81  |
| 3.   | Giuseppe Martano | Włochy    | 78  |

### Drużynowa
| Poz. | Kraj                 | Czas         |
| ---- | -------------------- | ------------ |
| 1.   | Francja              | 444h 32' 50" |
| 2.   | Belgia               | +1h 20' 56"  |
| 3.   | III Rzesza / Austria | +2h 40' 24"  |